# Аранды
Аранды (каз. Аранды, до 1997 г. — Жданово) — село в Казалинском районе Кызылординской области Казахстана. Входит в состав Арандинского сельского округа. Код КАТО — 434433200.

## Население
В 1999 году население села составляло 384 человека (192 мужчины и 192 женщины). По данным переписи 2009 года, в селе проживало 430 человек (224 мужчины и 206 женщин).